# Amaury de Bène

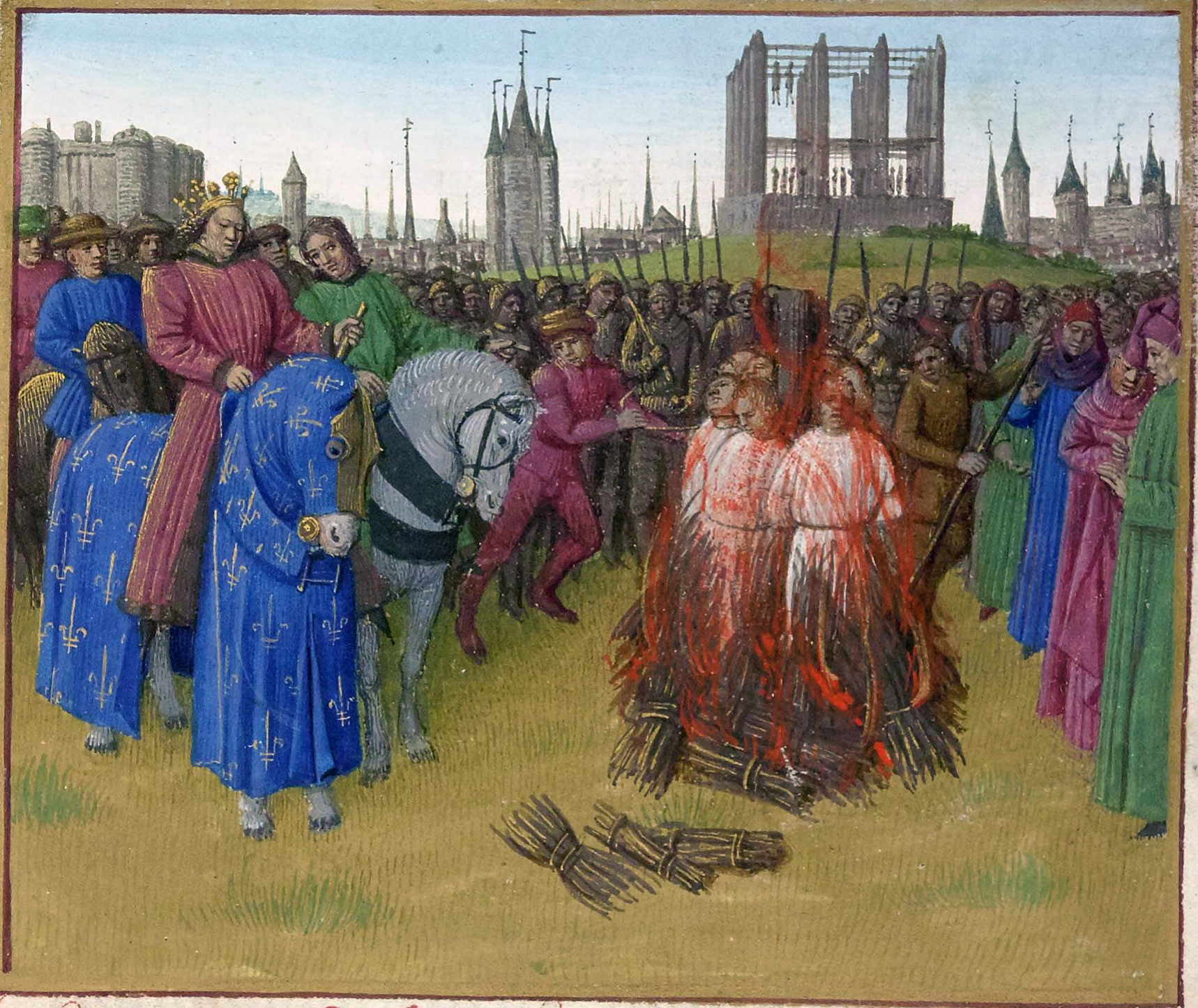
Il supplizio degli Amalriciani, 1455-1460

Amaury de Bène, o Amaury de Chartres, in latino Almaricus, Amalricus, Amauricus, in italiano Amalrico di Bène, (... – Parigi, 1204-1207), è stato un teologo francese.

## Biografia
Nacque sul finire del XII secolo a Bennes, un villaggio tra Ollé e Chauffours nella diocesi di Chartres.
Fu un fervente propugnatore dell'Apocatastasi, un concetto teologico secondo cui alla fine dei tempi tutte le creature saranno reintegrate nella pienezza del divino, compresi Satana  e la morte: in tal senso, dunque, le pene infernali, per quanto lunghe, avrebbero un carattere non definitivo ma purificatorio. I dannati esistono, ma non per sempre, poiché il disegno salvifico non si può compiere se manca una sola creatura. Si tratta di una sorta di panteismo, secondo cui Dio e l'universo sarebbero una cosa sola; ciò implicherebbe anche il rifiuto della dottrina della transustanziazione. Amaury sostenne la dottrina secondo cui lo Spirito Santo si sarebbe incarnato in ciascun uomo, divinizzandolo attraverso un'illuminazione interiore e rendendo perciò i sacramenti inutili e obsoleti. L'illuminazione produrrebbe la conoscenza di nuove verità, e questa conoscenza sarebbe lo stesso paradiso, mentre l'inferno sarebbe l'ignoranza di queste verità.
Insegnò filosofia e teologia all'Università di Parigi ed ebbe fama di sottile dialettico; i suoi sermoni spiegavano la filosofia di Aristotele e attiravano un grande seguito di ascoltatori. Nel 1204 le sue dottrine furono condannate dall'università di Parigi e, su personale appello di papa Innocenzo III, ad Amalrico fu ordinato di ritornare a Parigi e abiurare. È stato detto che la sua morte sopravvenne per l'umiliazione subita, o forse per avvelenamento. Nel 1209 Guglielmo Alifax, cofondatore del movimento amalriciano e tredici prelati loro seguaci vennero arrestati dietro la denuncia di una spia, Mastro Rodolfo; quattro prelati abiurarono, mentre gli altri furono bruciati vivi alle porte di Parigi. Nel 1210, a seguito di una speciale sentenza di scomunica le ossa di Amalrico furono esumate e gettate in terra non consacrata.
Dopo la sua morte egli, le sue idee, le sue dottrine e i suoi seguaci, conosciuti come Amalriciani, furono condannati formalmente dal IV Concilio Laterano nel 1215, e dichiarati eretici. Papa Innocenzo III definì la dottrina degli amalriciani «più un'insania che un'eresia».